# Turritopsis dohrnii
La turritopsis dohrnii, anteriormente clasificada como T. nutricula y también conocida como la medusa inmortal o lunar, es una especie de pequeñas medusas encontradas en el mar Mediterráneo y en las aguas de Japón. Es uno de los casos conocidos de animales capaces de revertir su edad adulta a una edad sexualmente inmadura de forma individual. Otros animales biológicamente inmortales incluyen la medusa Laodicea undulata y Aurelia sp.
Al igual que otros hidrozoos, T. dohrnii empieza su vida como larvas minúsculas que nadan libres, conocidas como plánulas. Cuando las plánulas se establecen, forman colonias de pólipos que se sujetan al lecho marino. Los pólipos se organizan en formas muy ramificadas, poco usuales en las medusas. Eventualmente las medusas se separan de los pólipos y continúan su vida nadando libremente y alcanzando la madurez sexual. En su edad madura se convierten en cazadoras de otras especies de medusas de las cuales se alimentan. Todos los pólipos y las medusas que surgen de una sola plánula son clones genéticamente idénticos. Cuando una medusa T. dohrnii se expone a algún tipo de tensión medioambiental o agresión física, se enferma o envejece,  puede revertirse a la etapa de pólipo, formando una nueva colonia de pólipos. Esto lo logra a través de un proceso de desarrollo celular de transdiferenciación, el cual altera el estado diferenciado de las células y las transforma en nuevos tipos de células.
Teóricamente, este proceso puede realizarse indefinidamente, haciendo que la medusa sea biológicamente inmortal, a pesar de que, en la naturaleza, muchas de estas medusas probablemente sucumban ante depredadores y enfermedades en su etapa de medusa, sin revertirse a la forma de pólipo.